# Реншоу, Эрнест
Джеймс Эрнест Реншоу (англ. James Ernest Renshaw ; 3 января 1861, Лемингтон, Уорикшир — 2 сентября 1899, Туайфорд, Беркшир) — британский теннисист, шестикратный победитель Уимблдонского турнира в мужском одиночном и в мужском парном разрядах. Брат-близнец и основной соперник в борьбе за титулы Уильяма Реншоу.

## Биография
Родился 3 января 1861 года, в Брэндон Парайд, Лемингтон, Уорикшир, в семье Джеймса Реншоу и его супруги, Эллен Реншоу (в девичестве — Найт), и был на 15 минут старше своего брата-близнеца Уильяма. Образование получил в Челтенхемском колледже.
Умер Эрнест Реншоу в Уолтхем Сент Лоуренс, недалеко от Туайфорда в Беркшир, 2 сентября 1899 года, в возрасте 38 лет, от отравления карболовой кислотой. Хотя было проведено расследование, но, установить принял ли теннисист ядовитое вещество преднамеренно, или же все произошло случайно так и не удалось.
В 1983 году — присоединился к своему брату в Международном зале теннисной славы.

## Спортивная карьера
Впервые выступил на Уимблдонском турнире в 1880, и сразу же дошёл до четвертьфинала, где, в четырёх сетах, потерпел поражение от Эдварда Вудхауза. За свою карьеру на этих соревнованиях одержал всего одну победу в одиночном разряде (в 1888 году Эрнест в матче вызова одолел, в трех партиях, их с братом самого серьёзного соперника, Герберта Лоуфорда), но, кроме этого, он ещё четыре раза играл в финале, где трижды проигрывал своему брату и один раз — Герберту Лоуфорду.
Также, вместе с братом, Эрнест пять раз побеждал на Уимблдонских кортах в парном разряде (1884—1886, 1888, 1889; этот рекорд, спустя короткое время, был превзойден братьями Дохерти).
Из других турниров в одиночном разряде Эрнест Реншоу четыре раза выигрывал Чемпионат Ирландии (1883, 1887, 1888, 1892), и один раз — соревнования в Prince’s club, в Лондоне. В мужском парном разряде, вместе с Уильямом, он побеждал на Чемпионате Ирландии также четыре раза (1881, 1883, 1884, 1885), в смешанном парном разряде — один раз, в 1887 году, вместе с 16-летней Лотти Дод. Кроме того, Эрнест вместе с братом завоевал три титула на Чемпионате Оксфордского университета, в мужском парном разряде (1880, 1881, 1884; турнир был открыт для всех желающих).
В последний раз братья Реншоу приняли участие в соревнованиях на Уимблдонском турнире в 1893, но, они должны были играть друг против друга уже в первом круге и Уильям отказался от борьбы. Эрнест не смог воспользоваться своим шансом и проиграл во втором круге, со счётом 6-1, 5-7, 1-6, 6-4, 3-6, ирландцу Гарольду Махони.

## Турниры Большого шлема

### Финалы турниров Большого шлема в одиночном разряде: 5 (1-4)

#### Победы (1)
| Год  | Турнир              | Соперник в Финале | Счёт в финале |
| 1888 | Уимблдонский турнир | Герберт Лоуфорд   | 6-3, 7-5, 6-0 |

#### Поражения (4)
| Год  | Турнир              | Соперник в Финале | Счёт в финале           |
| 1882 | Уимблдонский турнир | Уильям Реншоу     | 1-6, 6-2, 6-4, 2-6, 2-6 |
| 1883 | Уимблдонский турнир | Уильям Реншоу     | 6-2, 3-6, 3-6, 6-4, 3-6 |
| 1887 | Уимблдонский турнир | Герберт Лоуфорд   | 6-1, 3-6, 6-3, 4-6, 4-6 |
| 1889 | Уимблдонский турнир | Уильям Реншоу     | 4-6, 1-6, 6-3, 0-6      |